# Juan de Flandes
Juan de Flandes (Flandres, 1460 — Palência, 1519) foi um pintor dos Países Baixos que trabalhou na Espanha de 1496 a 1519.
Nascido em Flandres (atual Bélgica) e criado na região, Juan de Flandes se tornou artista da corte de Isabel I de Castela na Espanha, pintando retratos da rainha e membros da família real ao estilo da renascença.
Após a morte de Isabel, em 1504, voltou a trabalhar para a igreja, fazendo trabalhos eclesiásticos.